# Søren Sko
Søren Sko (født Søren Svenninggaard 4. juli 1963 i Aalborg) er en dansk sanger og komponist, bedst kendt som den ene halvdel af duoen Sko/Torp. Kunstnernavnet Søren Sko opstod som et kælenavn, da faren var skomager i Hammel.

## Baggrund
Som 9-årig flyttede Søren Skos familie til Hammel. Han blev student fra Langkær Gymnasium i 1982.
Efter gymnasietiden flyttede han til Århus. På det tidspunkt begyndte han at synge kor for bl.a. Sanne Salomonsen. Under en jamsession på Aarhus Universitet mødte han guitaristen og keyboardspilleren Palle Torp. De to musikere dannede gruppen Sko/Torp i 1989. Pladeselskabet Sonet var tilbageholdende med at udgive debutalbummet On a Long Lonely Night, da de ikke mente et engelsksproget album ville blive en kommerciel succes. Først da Sanne Salomonsen – hvis daværende mand Mats Ronander havde produceret albummet – pressede på over for pladeselskabets chef, blev albummet udgivet i 1990. On a Long Lonely Night endte med at sælge over 200.000 eksemplarer, og i 1991 blev duoen hædret med prisen som Årets nye danske navn ved Dansk Grammy, mens Søren Sko blev Årets danske sanger. Efter yderligere tre studiealbum og ét opsamlingsalbum gik Sko/Torp i 1997 hver til sit, med et pladesalg på omkring 400.000 eksemplarer.
I september 1998 udsendte Søren Sko sit første soloalbum, Sko. Det solgte 40.000 eksemplarer, og gav ham en Dansk Grammy for Årets danske sanger. Søren Skos andet soloalbum, Shine udkom i marts 2000. Unpolished udkom som hans tredje soloalbum i 2001, og indeholdt fortolkninger af bl.a. Eric Clapton, Neil Young, og duetter med bl.a. Poul Krebs og Rick Astley.
Søren Skos fjerde soloalbum Faith Hope Love udkom i oktober 2002, hvor han for første gang havde skrevet al tekst og musik selv. I januar 2004 udkom det femte soloalbum, One for My Baby der var produceret af jazz-bassist Chris Minh Doky, og indeholdt coverversioner af pop- og jazzklassikere fra bl.a. Elton John, Lionel Richie, John Lennon, og Stevie Wonder. Albummet indeholder også to sange skrevet sammen med Palle Torp, som Søren Sko arbejdede med for første gang siden opløsningen af Sko/Torp i 1997.
I 2001 var han vokalproducer på pigegruppen EyeQs debutalbum Let It Spin, der solgte 150.000 eksemplarer. EyeQ vandt den første udgave af talentshowet Popstars på TV 2. I anden sæson af Popstars i efteråret 2002 var Søren Sko dommer, sammen med manager Simon Junker og koreograf Toniah Pedersen.
Søren Sko og Palle Torp gendannede Sko/Torp i 2004 og udsendte albummet, Heartland, i 2010. Deres sjette album, After Hours udkom i 2016.
I 2012 dannede han pop-duoen Shoes for Julia med den tidligere The Fireflies-sangerinde Julia Fabrin. Deres første single, "Cross the Line" udkom i juni på EMI. I oktober fulgte gruppens selvbetitlede debutalbum.
Søren Sko udgav 1. marts 2018 albummet 'On Cole' - En hyldest til Nat King Cole og Sørens far, sammen med vennen og kollegaen Benjamin Koppel.

## Diskografi

### Søren Sko

#### Album
| År                                                     | Titel                           | Højeste placering | Certificering |
| År                                                     | Titel                           | Danmark           | Certificering |
| ------------------------------------------------------ | ------------------------------- | ----------------- | ------------- |
| 1998                                                   | Sko                             | 7                 |               |
| 2000                                                   | Shine                           | 12                |               |
| 2001                                                   | Unpolished                      | 3                 | - Guld        |
| 2002                                                   | Faith Hope Love                 | 9                 |               |
| 2004                                                   | One for My Baby                 | 6                 |               |
| 2018                                                   | On Cole (feat. Benjamin Koppel) | 2                 | - Sølv        |
| "—" marker en udgivelse der ikke opnåede en placering. |                                 |                   |               |

#### Opsamlingsalbum
- De bedste (2017)

### Shoes for Julia

#### Album
| År                                                     | Titel           | Højeste placering |
| År                                                     | Titel           | Danmark           |
| ------------------------------------------------------ | --------------- | ----------------- |
| 2012                                                   | Shoes for Julia | 11                |
| "—" marker en udgivelse der ikke opnåede en placering. |                 |                   |

#### Singler
- "Cross the Line" (2012)
- "Bringing on the Heartache" (2012)
- "I Am the Other" (2013)

### Sko/Torp

#### Studiealbum
- On a Long Lonely Night (Sonet, 1990)
- Familiar Roads (Medley, 1992)
- Hey You! (Medley, 1994)
- A Perfect Day (Medley, 1996)
- Heartland (Mermaid, 2010)
- After Hours (phd music, 2016)
- Heaven is on our side (Warner, 2018)

#### Opsamlingsalbum
- Radio Song Book – De bedste fra Sko/Torp (Medley, 1997)
- Glorious Days – The Very Best Of (EMI, 2007)
- De første fra Sko/Torp (EMI, 2012)